# Cercidiphyllum japonicum
Cercidiphyllum japonicum, conegut com a katsura pel seu nom en japonès (カツラ, 桂), és una espècie d'arbre dins la família Cercidiphyllaceae que és planta nativa de la Xina i Japó amb una fulla característica en forma de cor. És un arbre caducifoli que pot fer fins a 45 metres d'alt en medi natural. El gènere Cercidiphyllum es trobava també a Europa, inclosa la Península Ibèrica, des del Cretàcic i fins al Pliocè.

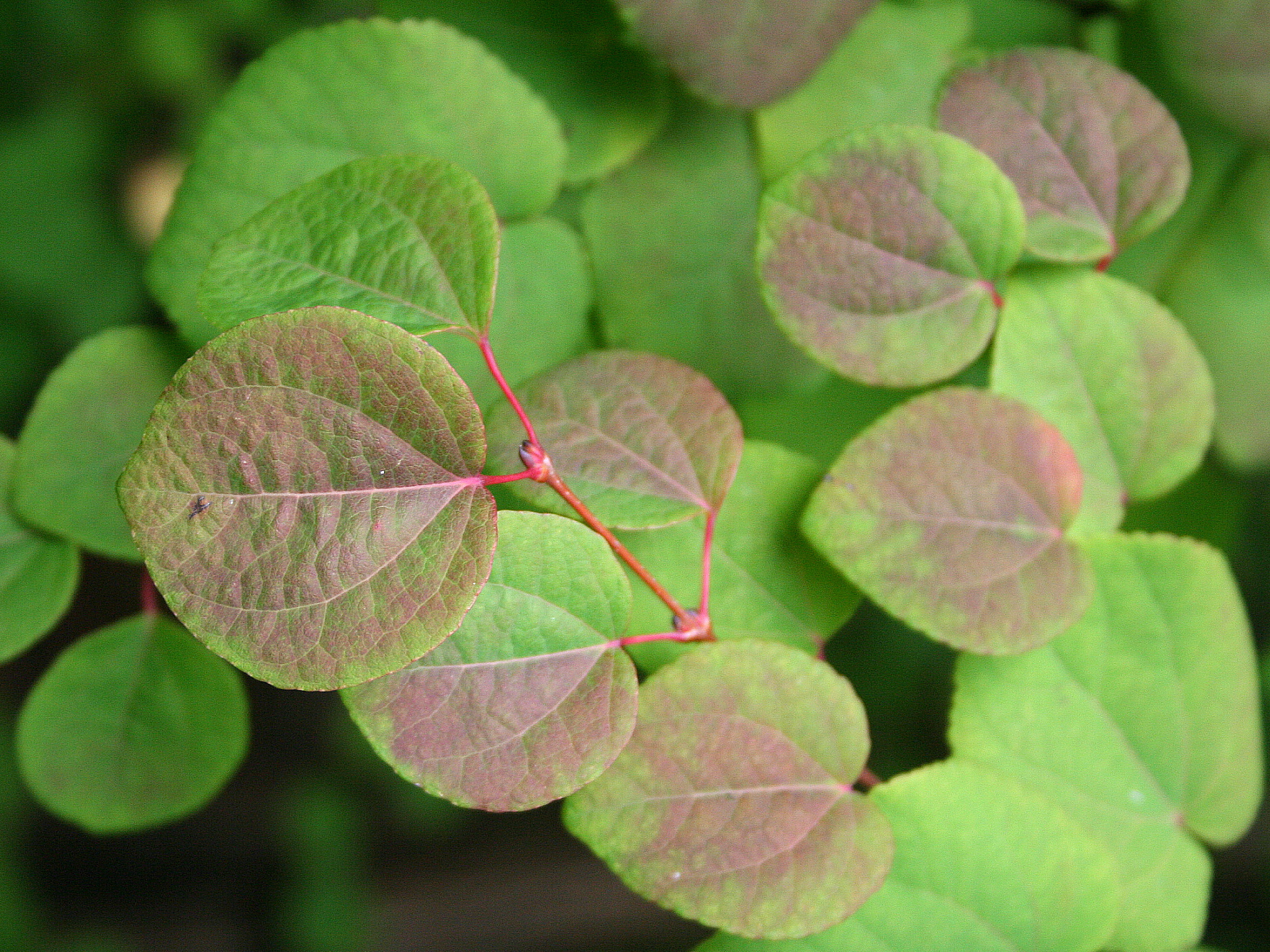
Fulles amb la coloració estacional

Els seus brots són dimòrfics segons la seva edat. Les fulles prenen colors variats a la tardor i de vegades fan olor de caramel. Les flors són poc vistoses i la planta és dioica. El fruit és un grup de 2 a 4 fol·licles i fa 1–1,8 cm de llargada i 2–3 mm d'amplada, cada fol·licle conté diverses llavors alades.

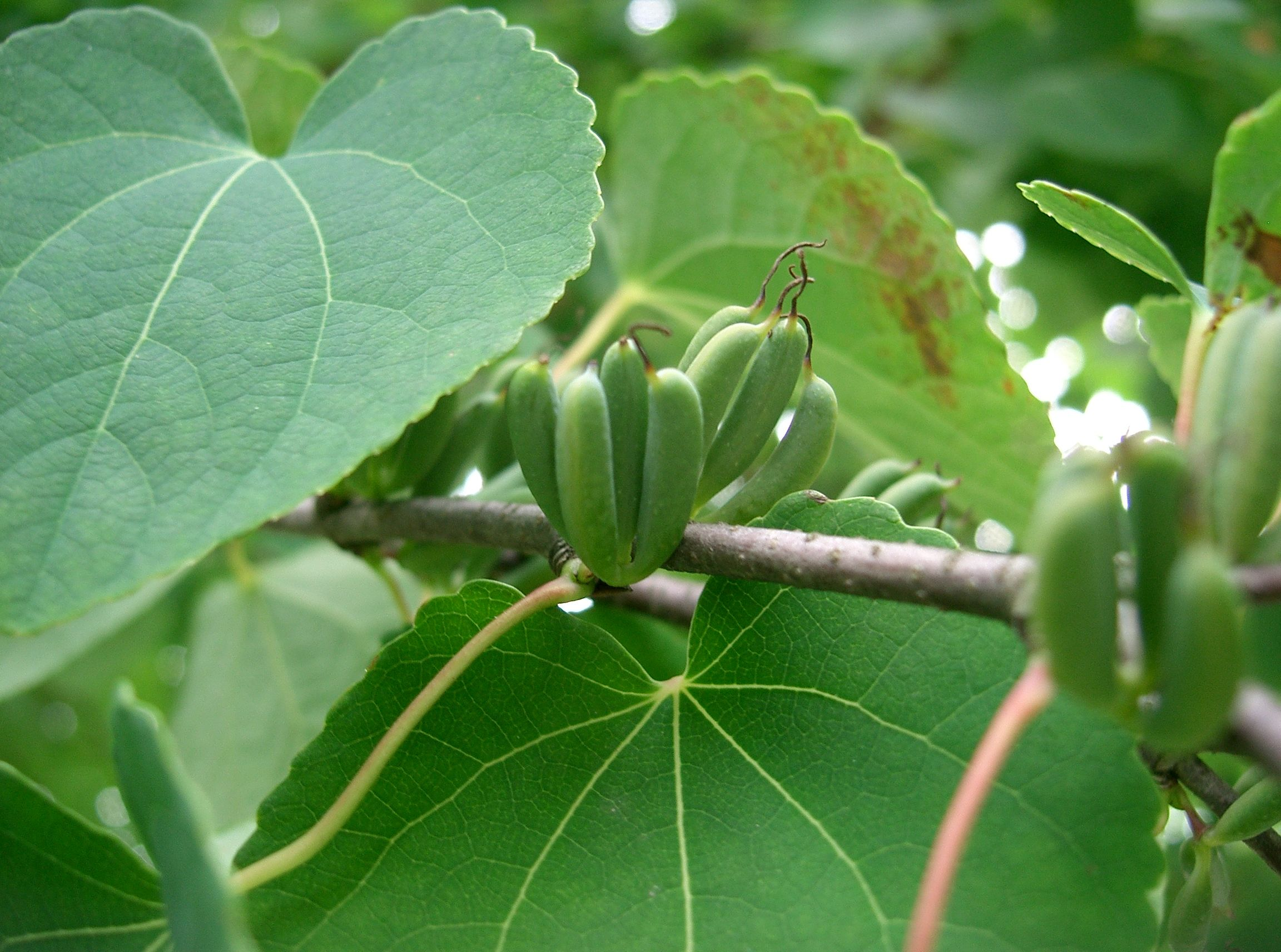
Branca amb fruit

Aquesta espècie està en la llista de les amenaçades a la Xina, però en conjunt (incloent les poblacions japoneses), està classificadacom de Risc menor. En el passat les poblacions xineses es distingien com Cercidiphyllum japonicum var. sinense Rehder & E.H.Wilson, però actualment es consideren del mateix tipus. Se'n cultiven diversos cultivars, incloent 'Aureum', 'Heronswood Globe', i 'Ruby'.
Es cultiva per les seves qualitats ornamentals, i al Japó és una espècie molt apreciada per la qualitat de la seva fusta, tant estructural com decorativa. És una fusta molt resistent a la degradació.